# ترميز ثقافي
الرموز الثقافية أو الترميز الثقافي هي عملية يتم فيها ترميز موقع ويب أو نقطة ربط مع لغة أو رمز أو شكل ثقافي لمنطقة ثقافية أو مجموعة فرعية.
يشير مصطلح 'التشفير' أو «الترميز» إلى العمليات الرقمية التي تجعل الثقافة التمثيلية للموقع بديهية. على سبيل المثال يستخدم موقع interpink.com أيقونات البانكو بما في ذلك أيقونات الموهوك والخطوط. فعن طريق ذلك يمكنك عمل واجهة شخصية لبيع الموسيقى التي تحدد بوضوح هوية البانكو للموقع.

## روابط خارجية
- Meghji، Ali. "Encoding and Decoding Black and White Cultural Capitals: Black Middle-Class Experiences". DOI:10.1177/1749975517741999. مؤرشف من الأصل (PDF) في 2020-09-05. اطلع عليه بتاريخ 2020-09-03. {{استشهاد بدورية محكمة}}: الاستشهاد بدورية محكمة يطلب |دورية محكمة= (مساعدة)
- Wang, Tianzheng (2014/03). "Encoding, Decoding and Cultural Identity: An Analysis of Culture Communication of Confucius Institutes" (بالإنجليزية). Atlantis Press: 63–66. DOI:10.2991/gefhr-14.2014.17. ISBN:978-94-6252-006-6. Archived from the original on 2020-08-30. {{استشهاد بدورية محكمة}}: الاستشهاد بدورية محكمة يطلب |دورية محكمة= (help) and تحقق من التاريخ في: |تاريخ= (help)